# Río Jobabo
El río Jobabo es un curso fluvial cubano que recorre 66.1 km del oriente de la isla. Nace en las Llanuras de San Miguel de Rompe, al norte de la provincia de Las Tunas y fluye hacia el sur, desembocando en el Golfo de Guacanayabo. Su curso se divide entre los municipios de Colombia y Jobabo, este último tomando su nombre del propio río. 